# Франсуа Едлен, абат д'Обіньяк
Франсуа Едлен, абат д'Обіньяк (фр. François Hédelin, abbé d'Aubignac; 4 серпня 1604, Париж — 27 липня 1676) — французький письменник і священнослужитель.

## Біографія
Батьком Франсуа Едлена був Клод Едлен, юрист парламенту, а матір'ю Катрін Паре, дочка відомого хірурга Амбруаза Паре. Після недовгої юридичної практики в Немурі він залишив право і прийняв священний сан. Згодом був призначений вихователем одного з племінників Рішельє, герцога де Фронсака. Це покровительство забезпечило йому абатства Обіньяк і Менак. Смерть герцога де Фронсака у 1646 році поклала край надіям на подальші привілеї, і Амбруаз Пере д'Обіньяк усамітнився в Немурі, займаючись літературою до самої смерті.
Він брав активну участь у літературних суперечках свого часу. Проти Жиля Менажа він написав «Теренс виправданий» (1656); він стверджував, що йому належить ідея «Карти ніжності» з «Клелі» пані де Скюдері; а, попри те, що був палким шанувальником Корнеля, він виступив проти нього за те, що той не згадав абата у своїх «Розмовах про драматичну поезію». Він був автором чотирьох трагедій: «Симінда» (1642), «Орлеанська діва» (1642), «Зенобі» (1647) та «Мучеництво святої Катерини» (1650). «Зенобі» була написана з наміром надати модель, у якій дотримувались би суворих правил драми, як їх розуміють теоретики.
Обираючи сюжети для своїх п'єс, д'Обіньяк, здається, керувався бажанням проілюструвати різні види трагедії — патріотичну, античну та релігійну. Натомість драматурги, яких він мав звичку критикувати, не забарилися скористатися можливістю реваншу, який давала постановка цих п'єс.
Досі згадують д'Обіньяка як теоретика. Закони драматичного методу та побудови загалом були викладені д'Обіньяком у його «Практиці театру». Книга була опублікована лише в 1657 році, але він почав писати її за наполяганням Рішельє ще в 1640 році. У своїх «Академічних припущеннях або дисертації про „Іліаду“ Гомера» («Conjectures académiques ou dissertation sur l'Iliade d'Homère»), опублікованих через майже сорок років після його смерті, він поставив під сумнів існування Гомера та в певному сенсі попередив висновки Фрідріха Августа Вольфа в його Prolegomena ad Homerum (1795).
Зміст «Практики театру» узагальнив Фердинанд Брюнетьєр у своїй статті про д'Обіньяка у «Великій енциклопедії». Див. також G Saintsbury, Hist. of Criticism, bk v., та Hippolyte Rigault, Histoire de la querelle des anciens et modernes (1859).